# Механизм роста Вольмера — Вебера
Механизм роста Вольмера — Вебера — Вебера или механизм островкового роста (англ. Vollmer – Weber growth mode) — один из трёх основных механизмов роста тонких плёнок, описывает островковый рост плёнок.

## Описание
Островковый рост по механизму Вольмера — Вебера соответствует ситуации, когда атомы плёнки сильнее связаны между собой, чем с подложкой. В этом случае трёхмерные островки зарождаются и растут прямо на поверхности подложки. При гетероэпитаксии материалов, согласованных по постоянной решётки, когда сумма поверхностной энергии эпитаксиальной плёнки и энергии границы больше поверхностной энергии подложки, возникают островки на поверхности. Иначе реализуется механизм роста Франка — Ван дер Мерве.